# کاربونیا
کاربونیا (به ایتالیایی: Carbonia, Sardinia) یک کومونه در ایتالیا است که در استان کاربونیا-ایگلسیاس واقع شده‌است.

## خصوصیات
کاربونیا ۱۴۵٫۶۳ کیلومترمربع مساحت و ۲۸٬۶۳۷ نفر جمعیت دارد و ۱۱۱ متر بالاتر از سطح دریا واقع شده‌است.

## خواهرخوانده
شهرهای اوبرهاوزن، برن-له-فرباخ، لابین و Raša, Istria County خواهرخوانده‌های کاربونیا هستند.

## نگارخانه

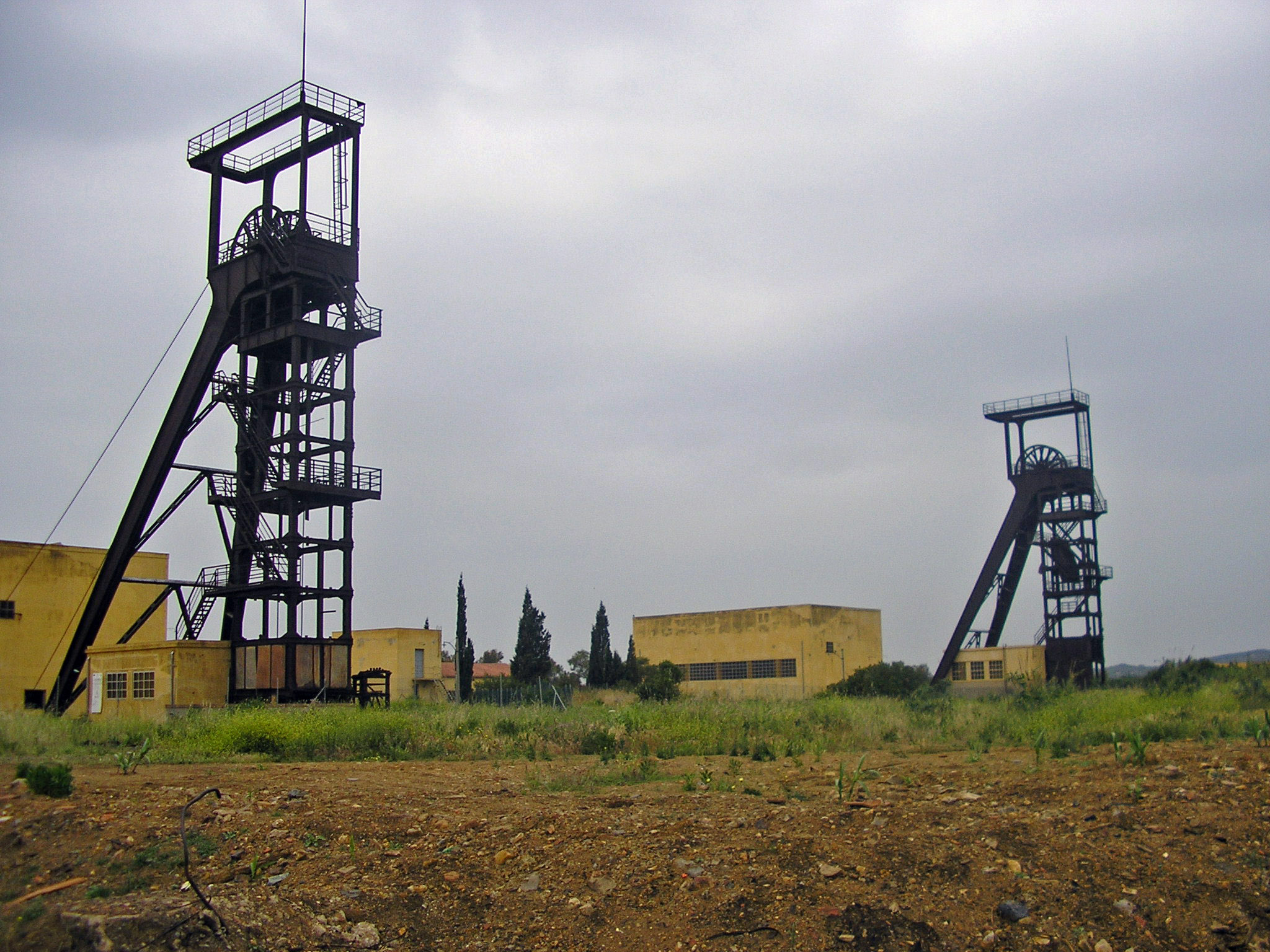
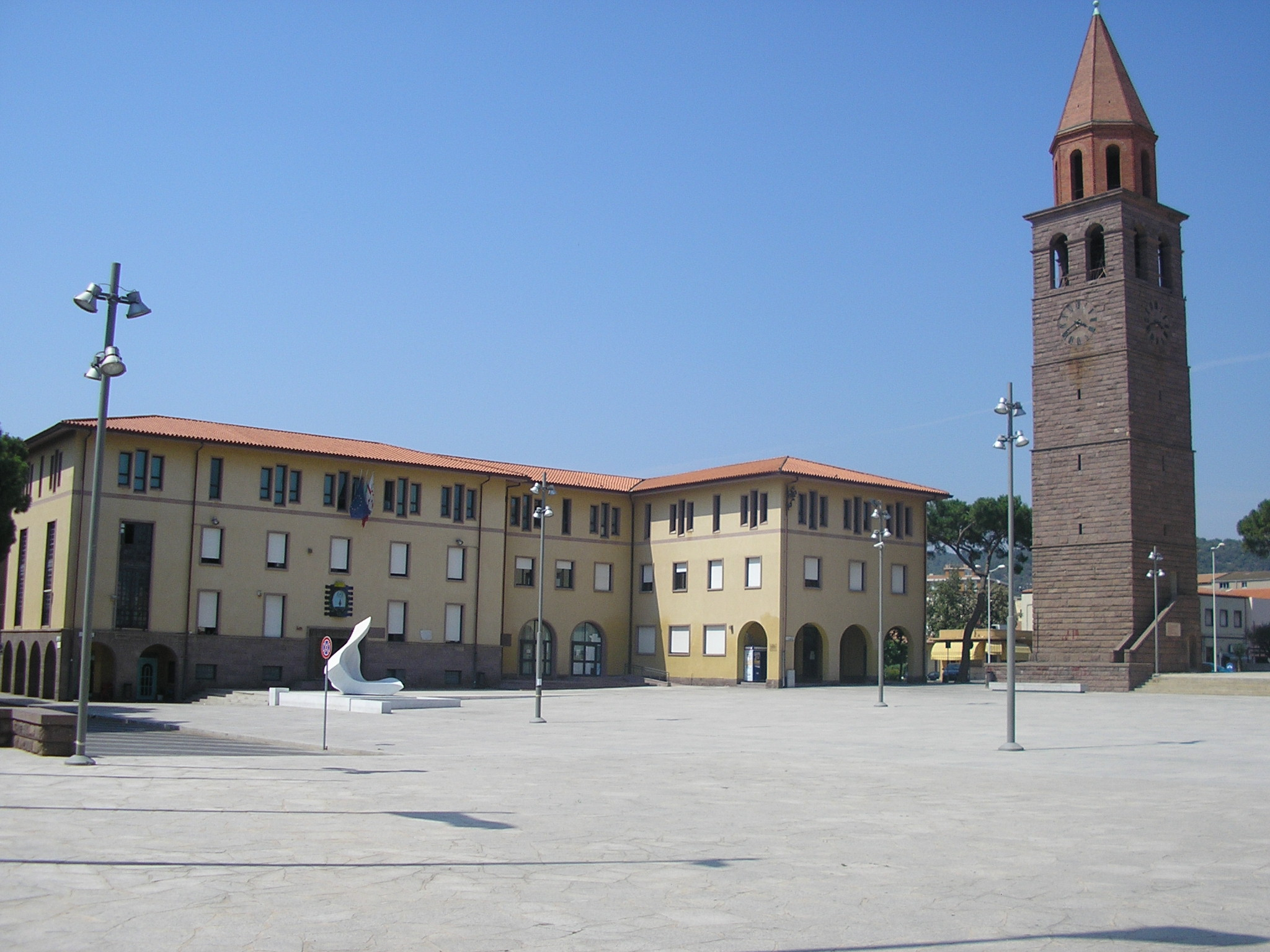
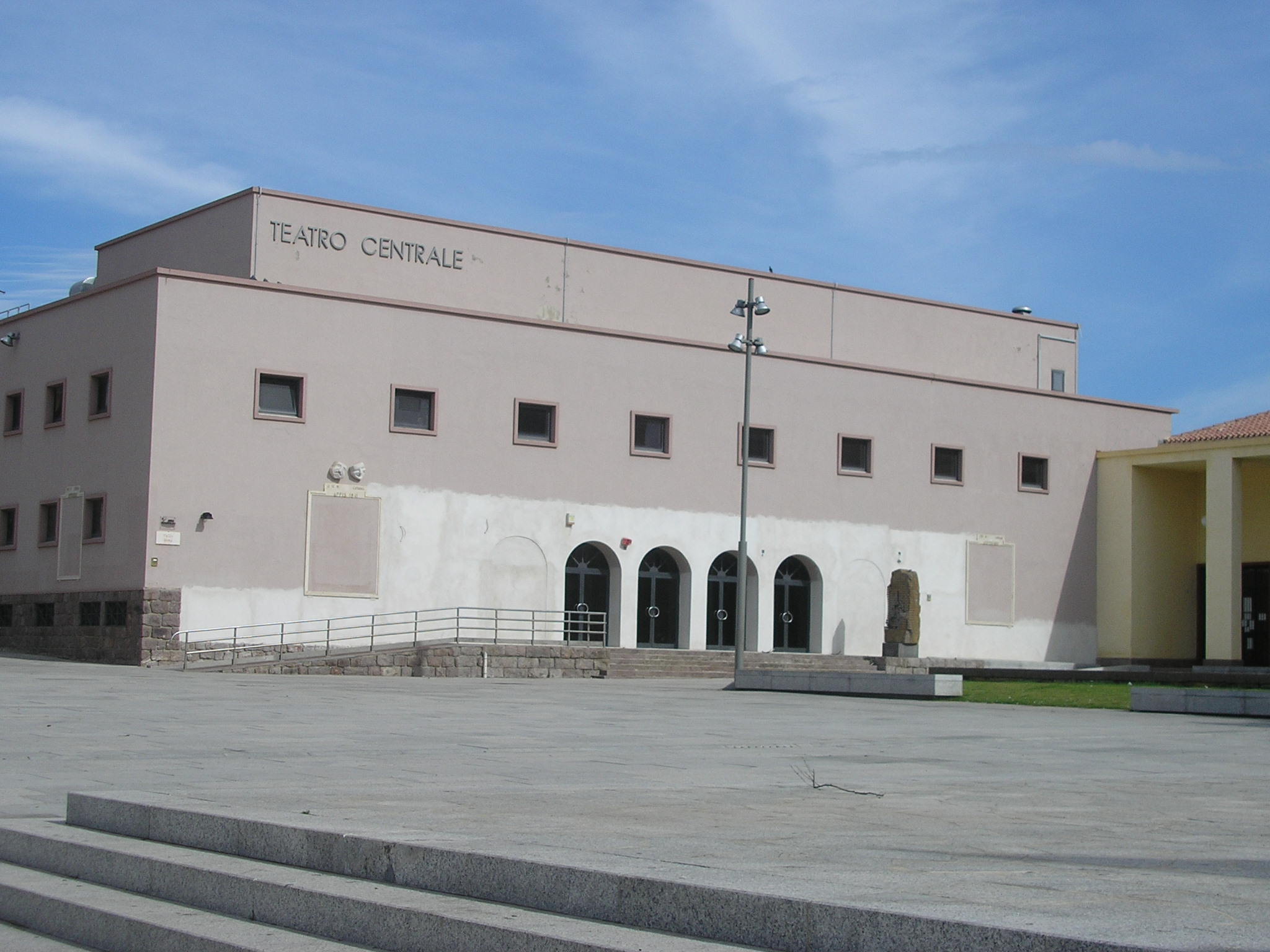